# Fekete Dávid (énekes)
Fekete Dávid (Győr, 1986. október 10.– ) magyar énekes, a negyedik Megasztár-sorozat második helyezettje.

## Pályafutása
15 éves korában kezdett el énekelni. A Gór Nagy Mária által alapított GNM Színitanodába járt, kedvelte a musicaleket. 2008-ban a Győri Nemzeti Színház 48. előadásában szerepelt, a Maya című operettben. 2008-ban jelentkezett a Megasztár negyedik szériájába, melyben ő lett a második helyezett.
A Megasztár után országos turnéra indult, amelyek legnagyobb része ingyenes volt; fellépett városi rendezvényeken, fesztiválokon, hipermarketek parkolóiban szervezett koncerteken. 2005-től több mint ötven karitatív tevékenységen részt vett (pl.: a Juventus Rádió ZEN-AID for Japan című segélykoncertjén, a Freedom zenekar kíséretében), mai napig rengeteg fellépésre hívják évente. Általában egyéni előadóként, illetve a Freedom zenekarral együtt szokott fellépni.
2009-ben két albumot is kiadott, az egyiken a Megasztár döntőjében előadott dalai vannak, míg a Kell, hogy itt legyél című lemezén már saját dalaival szerepel, köztük több duettel. Szintén ebben az évben lépett fel Lolával a VIVA Comet gálán.
2010-ben megjelent az Ébredj fel! című albuma, amelyen szintén saját dalok és Cserpes Laurával való duettje hallható.
Zenei pályafutása mellett reklámok szinkronhangjaként és a TV2 hangjaként volt hallható (pl. a Moziverzum filmelőzeteseinél). A Thália Színház Nagyszínpadán Eszenyi Enikő A gyönyörben nincs középút című estjének egyik sztárvendége volt. 2010-ben Győrben a győri filharmonikusokkal, a Széchenyi tér átadására rendezett ünnepségen is fellépett.

## Magánélete
Öt féltestvére van.
Dávid a TV2 Mr. és Mrs. című műsorban kérte meg Cserpes Laura kezét. 2010-ben összeházasodtak, majd két év házasság után 2012 végén bejelentették hogy elválnak, amire 2013 elején került sor.
2019-ben összeházasodott Reginával, akivel 2015-ben ismerkedett meg. Reginától 2020. január 3-án ikrei születtek. Fekete-Horváth Ádin 12 óra 8 perckor született 3110 grammal, Fekete-Horváth Máté 12 óra 17 perckor született 3180 grammal.
2021-ben Regina és Fekete Dávid elváltak.

## Albumok
| Év   | Album                                                                                     | Legmagasabb helyezés                   | Minősítés |
| Év   | Album                                                                                     | MAHASZ Top 40 album- és válogatáslemez | Minősítés |
| ---- | ----------------------------------------------------------------------------------------- | -------------------------------------- | --------- |
| 2008 | Fekete Dávid: A döntőben elhangzott dalok - 1. stúdióalbum - Megjelenés: 2008. június 27. | 7                                      |           |
| 2008 | Kell, hogy itt legyél - 2. stúdióalbum - Megjelenés: 2008. november 27.                   | 11                                     |           |
| 2010 | Ébredj fel! - 3. stúdióalbum - Megjelenés: 2010. december 9.                              | -                                      |           |

## Videóklipek
- 2009 - Új élet vár
- 2009 - Valami új
- 2010 - Járok egy úton
- 2010 - Egy nap
- 2011 - Boldog Karácsonyt!
- 2011 - Ébredj fel!
- 2012 - Számíthatsz ránk
- 2012 - Dobban a szív
- 2012 - Most képzeld el
- 2013 - Bennünk él
- 2014 - Nem vagy egyedül
- 2015 - Akarom
- 2016 - Szélvihar

## Elismerések és díjak
- 2002 - Kisalföldi Napok, megyei döntő, pop-rock, jazz, táncdal, mai dal kategóriában bronz fokozatot kapott.
- 2003 - Kisalföldi Napok, megyei döntő, pop-rock, jazz, táncdal, mai dal kategóriában ezüst fokozatot kapott.
- 2004 - Kisalföldi Napok, megyei döntő, pop-rock, jazz, táncdal, mai dal kategóriában kiemelkedő dicséretet kapott.
- 2005 - Kisalföldi Napok, megyei döntő, pop-rock, jazz, táncdal, mai dal kategóriában ezüst fokozatot szerzett.
- 2006 - Országos karaoke verseny – VIVA TV – Shibulya: 2. helyezett lett.
- 2007 - Országos musical versenyen: 1. helyezést ért el.
- 2007 - Győr-Moson-Sopron megyei karaoke versenyen 1. helyezett lett.
- 2008 - Megasztár negyedik szériájának 2. helyezettje.
- 2010 - BRAVO OTTO - Az év férfi előadója (jelölés)
- 2010 - VIVA Comet - Legjobb férfi előadó (jelölés)
- 2011 - Győr arcának választották

## Televíziós szereplések
- M1 - A Társulat
- TV2 - Megasztár
- TV2 - Hal a tortán
- TV2 - Mr és Mrs - A Sztárpár-show
- VIVA
- 2010-es VIVA Comet